# 薩克斯刀

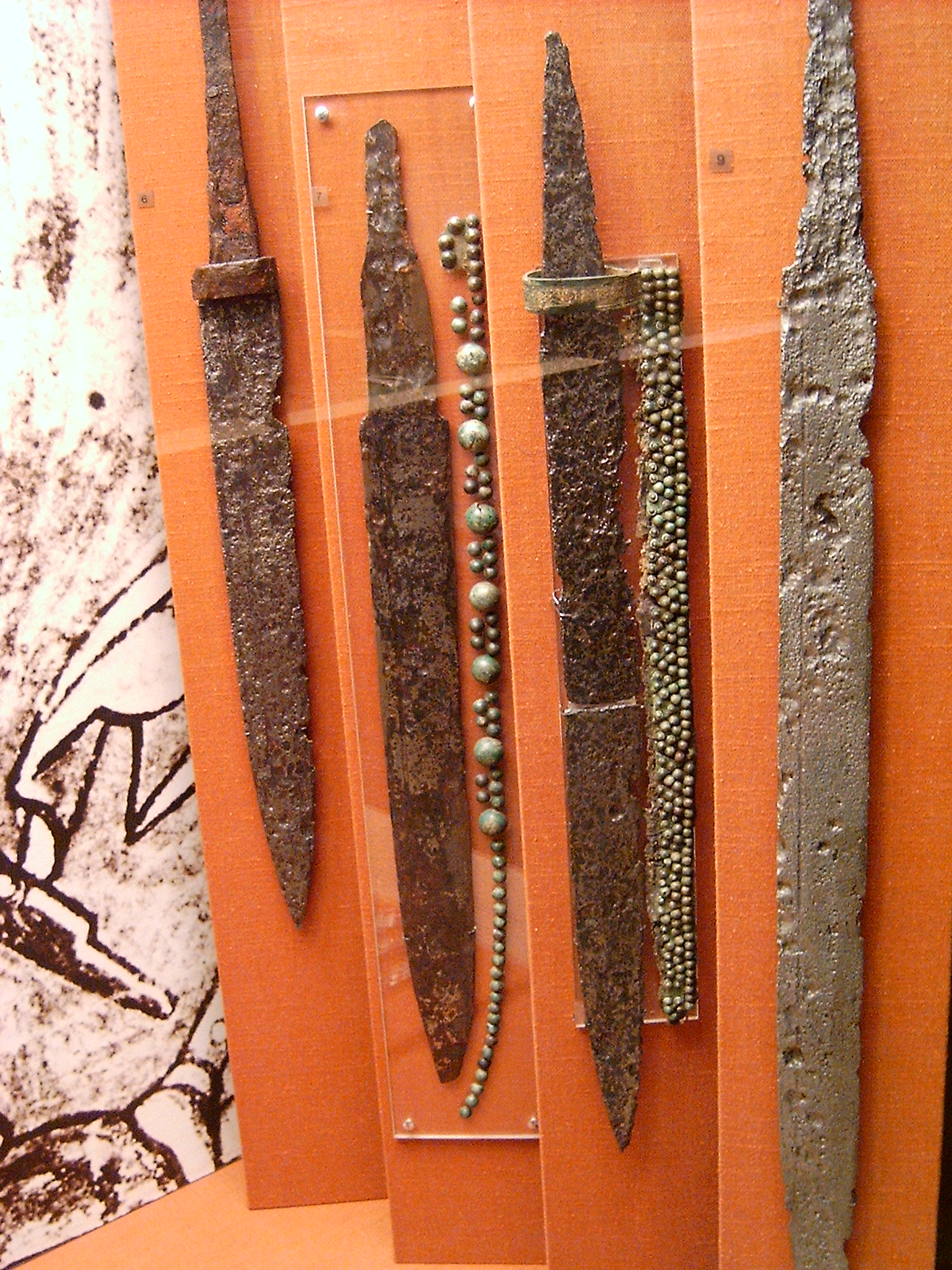
墨洛温王朝时期的萨克斯刀

萨克斯刀（英語：seax，Old English發音：[ˈsæɑks]；亦作 sax、sæx、sex，复数形式不变，拉丁化为 sachsum）是一种典型于民族大迁徙时期及中世纪早期的日耳曼人（尤其是撒克逊人）所使用的剑、战斗刀或匕首。其名称源自古英语中意为“刀”的词语。
在纹章学中，seax作为一种纹章图案出现，形状为带缺口的弯刀。例如出现在埃塞克斯与已撤销的米德尔塞克斯的纹章中。

## 词源
古英语 seax 与 古弗里西亚语 sax 与古撒克逊语及古高地德语 sahs同源，皆源自共同日耳曼语 *sahsą，来自词根 *sah, *sag-，意为“切割”（亦见于英语单词saw，其源自原始印欧语词根 *sek-）。为避免歧义，有时也使用 scramaseax 或 scramsax（直译为“伤人之刀”），尽管这一词形在古英语中并无确证，而是来源于图尔的额我略所著《法兰克人史》中出现的拉丁文 scramasaxi 一词。
英語中描述工人使用的削切瓦片的工具 “zax” 一词即源自 seax。

## 描述

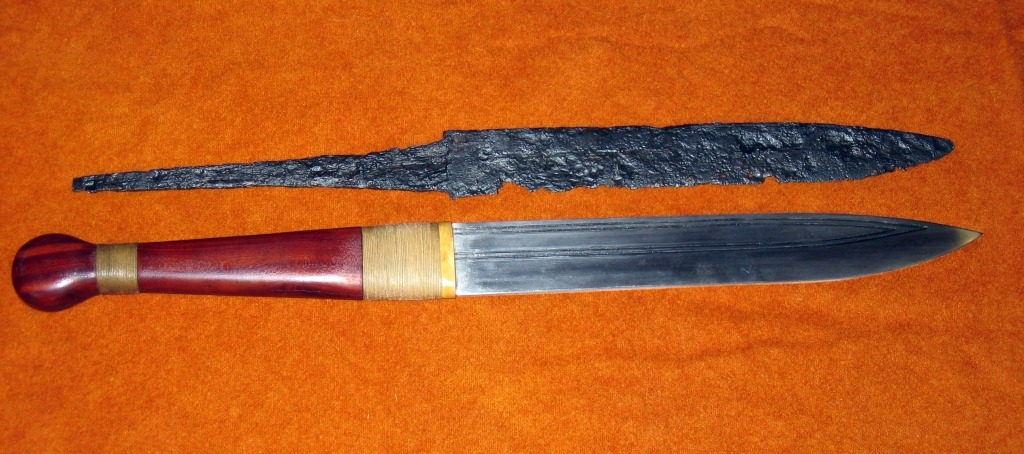
一把萨克斯刀的遗骸及其复制品

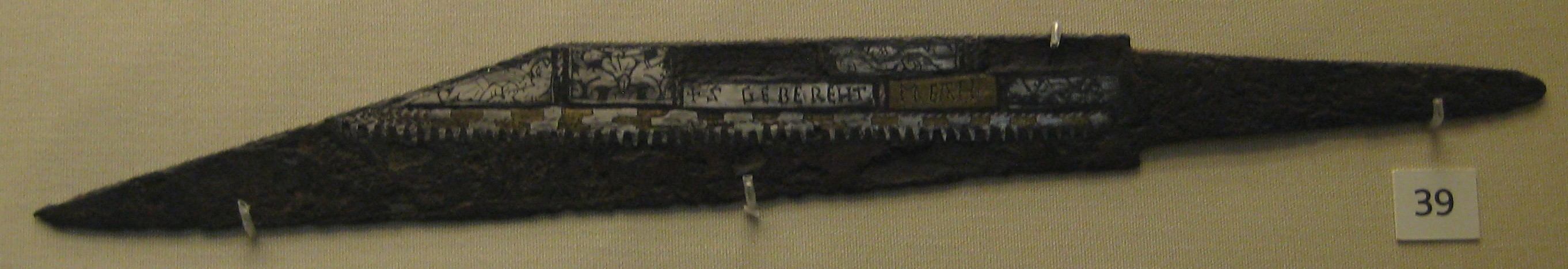
来自英國肯特郡锡廷伯恩的“断背型”萨克斯刀

英國埃塞克斯旗帜上的三把纹章萨克斯刀

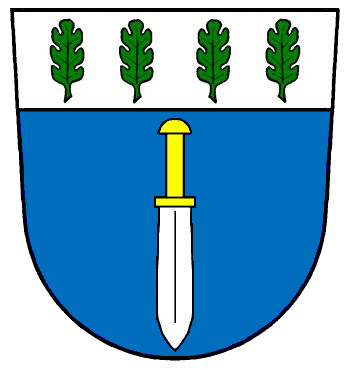
德國埃施林根纹章上的一把宽刃萨克斯刀

萨克斯刀在形制与结构方面存在高度多样性。最常见的特征包括：
- 刀身中线设有茎部（tang），插入有机材料制成的刀柄（如木或角）
- 单刃大刀身
- 刀身水平佩挂于腰带的刀鞘中，刃口朝上

在欧洲大陆日耳曼人地区，公元450至800年间的萨克斯刀可分为如下类型（按时间顺序列出）：
- 窄长萨克斯刀（narrow long seax）
- 短萨克斯刀（short seax）
- 窄型萨克斯刀（narrow seax） – 刀身常雕有编织纹或蛇形图案，常带有刀座与刀首等金属部件。刀刃与刀背皆向刀尖弯曲，刀尖通常位于刀身中线上方。

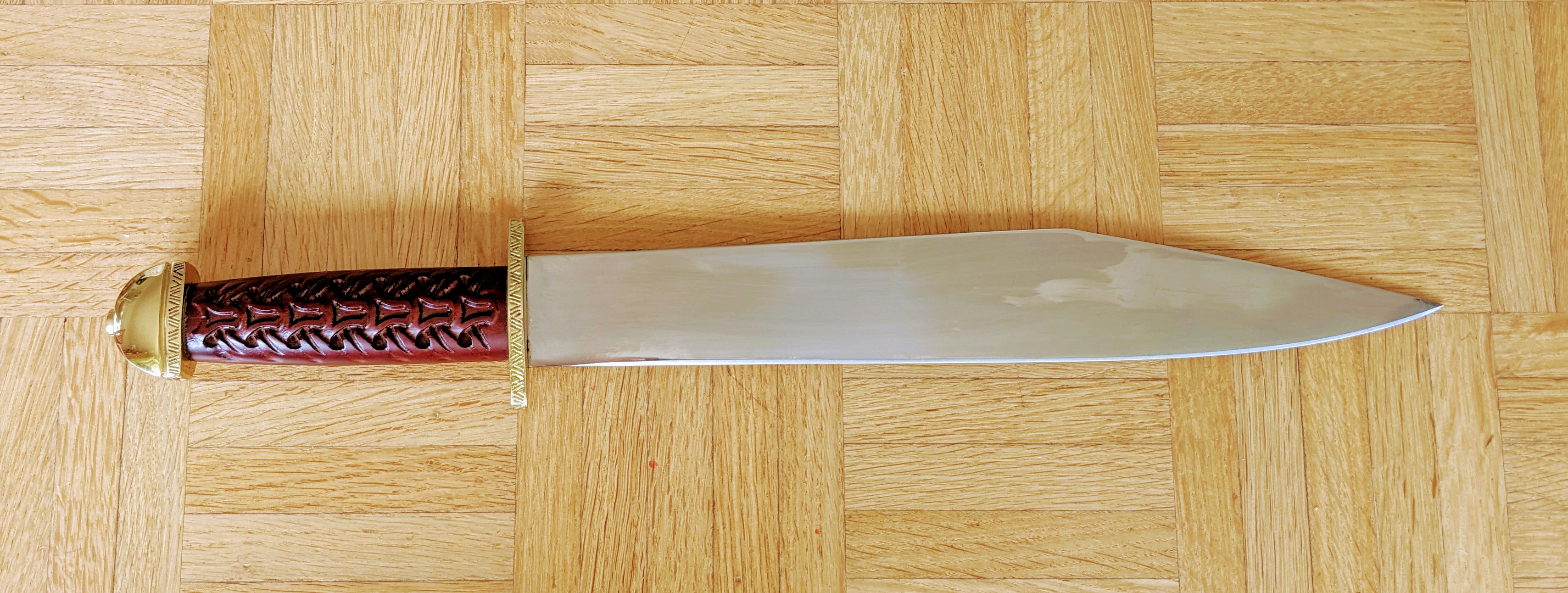
现代断背型萨克斯刀

- 现代断背型萨克斯刀轻型宽刃萨克斯刀（light broad seax） – 类似窄型萨克斯刀，但通常缺少金属护件，刀身装饰简洁，如平行线等。刀刃与刀背皆向刀尖弯曲，刀尖通常位于刀身中线位置。
- 重型宽刃萨克斯刀（heavy broad seax） – 刀身装饰极简甚至无装饰，配有长达20 cm（7.9英寸）以上的一体式有机刀柄。刀刃与刀背皆向刀尖弯曲，刀尖通常位于中线。
- 非典型宽刃萨克斯刀（atypical broad seax） – 与重型宽刃类型相同。
- 长萨克斯刀（long seax） – 刀身长度在50 cm（20英寸）或以上，常见多重血槽与沟槽，部分采用花纹钢锻造，刀柄与宽刃刀类似较长。刀刃一般较直，或稍向前弯；刀背则或平缓弯曲，或急转向前倾，刀尖位置通常低于刀身中线。

整体来看，萨克斯刀从“短型”发展到“宽刃型”的趋势是：刀身愈加沉重、加长、变宽、变厚。公元7世纪末出现的“长萨克斯刀”为最巨型者，其相比前代略为狭长轻盈。最初，这类武器通常作为双刃剑的副手兵器使用。自7世纪起，萨克斯刀开始成为主要刃器，有时亦与小型副刀共同携带。
除斯堪的纳维亚半岛部分地区外，欧洲其他区域亦出现类似发展，尽管部分类型分布不广。在英格兰，“长萨克斯刀”出现时间略晚于大陆，考古出土数量也远少于同期剑类兵器。
另一常见萨克斯刀形态为所谓“断背型”（broken-back）萨克斯刀，其特征为刀背部在接近刀尖处呈明显锐角下折，形成与现代剪刀尖刀刃类似的外观，刀尖约占刀身长度的1/3至3/5。此种类型既有“长萨克斯刀”形式（刃背平行），亦有各类尺寸的较小版本（刀身先扩展后在转折处向前收束）。主要分布于英格兰与爱尔兰，德国亦有8至11世纪的出土实例。部分采用花纹钢锻造，亦有镶嵌银、铜、黄铜等金属的装饰样式。